# Municipio de Tancoco
El municipio de Tancoco es uno de los 212 municipios del estado mexicano de Veracruz. Su cabecera es la localidad de Tancoco.

## Geografía
El municipio de Tancoco colinda al norte con los municipios de Tantima, Tamalín y Naranjos Amatlán; al este con el municipio de Tamiahua; al sur con los municipios de Cerro Azul y Tepetzintla; y al oeste con los municipios de Chontla y Citlaltépetl.

## Localidades
El municipio de Tancoco cuenta con 26 localidades.
| Localidad                 | Población (2020) |
| ------------------------- | ---------------- |
| Tancoco                   | 1 438            |
| Zacamixtle                | 1 270            |
| Kilómetro cuarenta y tres | 702              |

## Gobierno
| Presidente municipal             | Periodo   | Partido | Partido                              |
| -------------------------------- | --------- | ------- | ------------------------------------ |
| Leopoldo de la Vega              | 1955-1958 |         | Partido Revolucionario Institucional |
| Adolfo de la Cruz Arteaga        | 1958-1961 |         | Partido Revolucionario Institucional |
| Norberto Márquez Pascual         | 1961-1964 |         | Partido Revolucionario Institucional |
| José Flores del Ángel            | 1964-1967 |         | Partido Revolucionario Institucional |
| Laís Beltrán B.                  | 1967-1970 |         | Partido Revolucionario Institucional |
| Lucio Cenobio Felipe             | 1970-1973 |         | Partido Revolucionario Institucional |
| Martín Celso Pascual             | 1973-1976 |         | Partido Revolucionario Institucional |
| Marcelo Mena Baudelio            | 1976-1979 |         | Partido Revolucionario Institucional |
| Emigdio Hernández S.             | 1979-1982 |         | Partido Revolucionario Institucional |
| Malaquías Sarmiento Martínez     | 1982-1985 |         | Partido Revolucionario Institucional |
| Pedro Carrillo Martínez          | 1985-1988 |         | Partido Revolucionario Institucional |
| Malaquías Sarmiento Martínez     | 1988-1991 |         | Partido Revolucionario Institucional |
| Emigdio Hernández Sánchez        | 1992-1994 |         | Partido Revolucionario Institucional |
| Adolfo de la Cruz Márquez        | 1995-1997 |         | Partido Revolucionario Institucional |
| Nemesio Abdías Márquez Labastida | 1998-2000 |         | Partido de la Revolución Democrática |
| Manuel Martínez Reyes            | 2001-2004 |         | Partido de la Revolución Democrática |
| Darío Peralta Quiroz             | 2005-2007 |         | Partido de la Revolución Democrática |
| Teodoro Jiménez Reyes            | 2008-2010 |         | Partido de la Revolución Democrática |
| Francisco Flores Mezano          | 2011-2013 |         | Partido Acción Nacional              |
| Jesús Zaleta Redondo             | 2014-2017 |         | Partido Revolucionario Institucional |
| Felipa Guillermina Cruz Carballo | 2018-2021 |         | Partido Revolucionario Institucional |
| Celerino Hernández Mena          | 2022-2025 |         | Movimiento de Regeneración Nacional  |